# Riverstone
 (octobre 2018).
Peter Riverstone, de son vrai nom Bernard Kamenoff, né à Clamart dans les Hauts-de-Seine le 14 novembre 1947, est un auteur de bandes dessinées français d'ascendance bulgare. Il travaille également sous d'autres pseudonymes : comput_lab, Peter, Firestone, 023014, Bandryke, Caumandre, Molossier, José Pierre...

## Biographie
Il passe son enfance et fait ses études secondaires en région parisienne. Il réalises ses études universitaires dans la série Beaux Arts UP8 architecture à Paris puis à la Faculté de Vincennes de 1969 à 1971.
C’est en 1980 qu’il publie ses premières publications aux éditions du Square (Georges Bernier) dans Charlie Mensuel, le récit des Aventures de L'aspérouse. Toujours dans Charlie Mensuel avec Mandryka comme rédacteur en chef, il publie :
- 1981 : Les aventures de Martin Verlass.
- de 1982 à 1983 : Alice avec Mandryka (participation aux textes)[1].
- de 1983 et 1984 : Annah O avec Patrice Caumont et Nikita Mandryka.

Il travaille aussi pour la presse de bandes dessinées érotiques et réalise :
- en 1982 dans les journaux Sexbulles, Bédéadult' (éditions CAP, IPM...) : Gomorrhe, Fugue infinie, Île des perversions avec le scénariste Henef, etc.
- de 1985 à 1995 : Trop plein d'écumes tomes 1 et 2, Il manque à vos expériences, Thamara & Juda, Judith et Holopherne (inspiré du Livre de Judith), puis Nagarya tomes 1 et 2 et enfin Casanova Ultérieur et quelques récits courts d'après Boccace.

De 1995 à 2001, il entre à ExMachina l'ancienne TDI (Thomson Digital Images) où il participe à diverses productions 3D dont le film Pola X de Leos Carax.

## Œuvres publiées
Liste sommaire des travaux BD et illustrations

### Albums
- Gomorrhe, 1983, album, CAP
- Alice[2], 1985, album, scénario de Nikita Mandryka d'après les personnages de Lewis Carroll, Dargaud
- Thamara & Juda - From the Bible Genesis chapter 38 [3], 1989, album, CAP
- Nagarya - Aux premiers temps, 1991, album, CAP
- La fugue Infinie, 1993, CAP
- Judith et Holopherne[4], 1993, album, CAP
- Nagarya - continent perdu[5], 1997, album, CAP
- Chloé Trop plein d'écumes,  1998, éditions Jean Carton[6]
- Chloé Trop plein d'écumes, 2003, réédition revisitée, IPM
- Evy en ruine, (3D & BD), 2006, album, éditions Lacupula (Barcelone)
- Evy en ruine[7], (3D & BD), 2006, album, éditions Sybaris, LVP
- Nagarya (intégrale), 2007, édition collector à tirage limité à 100 exemplaires (numérotés de 1 à 100) en format A3, accompagné d'un dessin original de l'auteur (2007), AAR
- Nagarya (intégrale), 2009, édition en version grand public (suppression de scènes hard et de nombreux dialogues), AAR
- Nagarya (intégrale), 2016 (réédition des 2 albums parus en 1991 et 1997 en un seul album de 144 pages). Cette réédition est revisitée et augmentée de quelques pages[8],[9], Dynamite édition
- Chloé, trop plein d’écumes, 2018 (réédition revisitée et augmentée)[10],[11], financement participatif [12], Dynamite édition

### Revues
- Exploits de l’Aspérouse, 1980, Charlie mensuel
- Martin Verlass, 1981 à 1982, Charlie mensuel
- De Charybde en Scylla, 1982, Charlie mensuel
- Alice, 1982 à 1983, Charlie mensuel
- Annah O, 1984, Charlie mensuel
- Hotel Pandore, 1984, Charlie mensuel
- Médisons sur les caissons, 1984, Pilote
- Gomorrhe, 1982, Sexbulles
- Gomorrhe, 1982 à 1983, Bédéadult’
- Île des perversions, 1985 ?, Bédéadult’
- Fugue infinie, 1986, Bédéadult’
- Chloé (trop plein d'écumes) 1984 à 1989, Bédéadult’
- Nagarya, 1985 à 1987, Bédéadult’
- Thamara & Juda, 1988, Bédéadult’
- Judith et Holopherne, 1990, Bédéadult’
- 120 journées de Sodome de Sade, 1990 à 1994, Bédéadult’
- Nagarya (continent perdu), 1992 à 1995, Bédéadult’
- Boccace (contes), 1992 à 1995, Bédéadult’
- Casanova Ultérieur, 1996, Bédéadult’
- Evy-en-Ruines 1, (3D & BD), 2003 à 2006, Bédéadult’